# Zwarte specht
De zwarte specht (Dryocopus martius) is een vogel uit de familie van de spechten (Picidae). Het is een standvogel die voorkomt in het noordelijk Palearctisch gebied. In Europa is het de grootste specht en de enige vertegenwoordiger van het geslacht Dryocopus. Hij is eenvoudig te herkennen aan zijn grote formaat, zijn zwarte verenkleed met rode kopkap en zijn typische roep. Deze opvallende kenmerken spreken al sinds de klassieke oudheid tot de verbeelding van de mens. De zwarte specht speelt dan ook een rol in een aantal mythes en legendes.
Het ideale leefgebied van de zwarte specht bestaat uit volgroeide bossen met voldoende coniferen. Hier jaagt hij op mieren, kevers en keverlarven, die hij uithakt uit boomstammen. In de winter is hij vooral aangewezen op mierenhopen en mieren die leven in opgeslagen hout. Elk broedjaar hakt de zwarte specht een nieuwe nestholte uit. Oude nesten worden in gebruik genomen door allerlei vogels en zoogdieren, waardoor de zwarte specht een belangrijke rol speelt in het ecosysteem van zijn habitat. Dankzij de aanplant van productiebossen kon hij zijn verspreidingsgebied aanzienlijk uitbreiden en komt hij sinds het begin van de 20e eeuw ook in Nederland en België voor.

## Veldkenmerken
De zwarte specht is de grootste specht in Europa. Na de poederspecht (Mulleripicus pulverulentus) uit Oost-Azië is het de grootste specht ter wereld waarvan zeker is dat hij niet is uitgestorven. Een volwassen zwarte specht heeft doorgaans een lichaamslengte tussen de 45 en 55 centimeter, met een maximum van 57 centimeter. De vleugelspanwijdte bedraagt 64 tot 73 centimeter. Het gewicht van een volwassen exemplaar varieert tussen de 250 en 370 gram, waarbij het vrouwtje gemiddeld een fractie kleiner en lichter is dan het mannetje. Het gewicht van de zwarte specht is sterk afhankelijk van zijn voeding en leefgebied. Exemplaren in het uiterste noorden van het verspreidingsgebied zijn doorgaans groter en zwaarder.

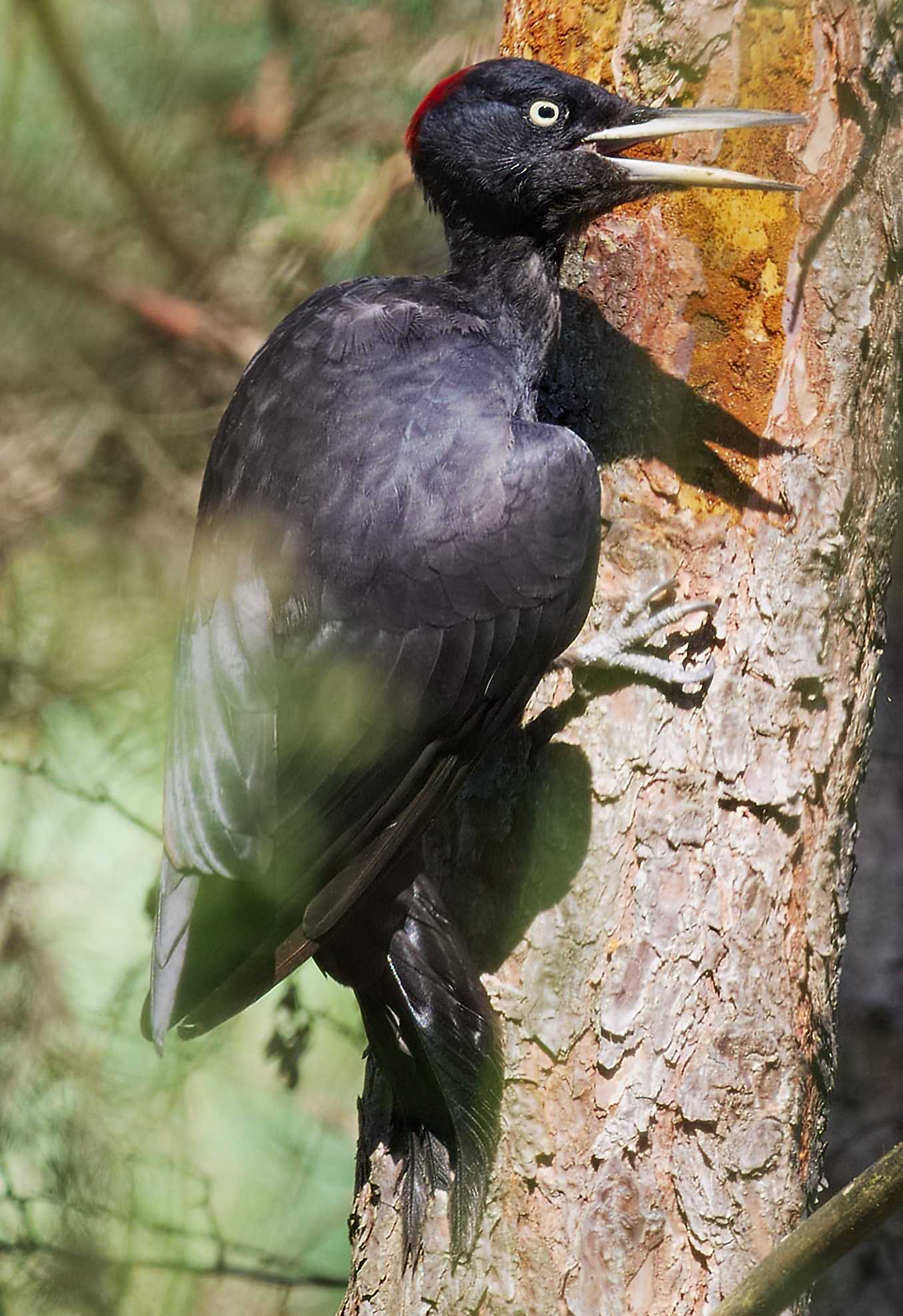
Het vrouwtje heeft een kleinere rode koptekening dan het mannetje. Beide geslachten hebben meestal een typische zwarte vlek op de iris, waardoor de pupil een onregelmatige vorm lijkt te hebben.

De zwarte specht heeft een vrijwel geheel zwart verenkleed, met uitzondering van een hardrode tekening op het bovenzijde van de kop. Ogenschijnlijk is het verenkleed gelijkmatig gekleurd, maar de veren op de rug zijn wat donkerder en hebben een blauwere glans dan die aan de onderzijde. De slagpennen zijn soms wat bruiner getint. Het verenkleed is bij vrouwtjes iets lichter gekleurd en iets minder glanzend. Dit verschil is alleen van dichtbij en met goed licht te zien. Dankzij de rode koptekening is het geslacht eenvoudig te bepalen. Bij mannetjes begint de tekening vanaf het voorhoofd en loopt die taps toe tot bijna in de nek. Bij vrouwtjes is alleen de kruin rood gekleurd.
De grijsachtig witte snavel is breed aan de basis en donkergrijs gekleurd op de punt. Hij meet 5 tot 6,7 centimeter en is daarmee aanmerkelijk groter dan bij de meeste andere spechten. Vrouwtjes hebben over het algemeen een iets kortere snavel dan mannetjes. Dankzij zijn krachtige snavel kan de zwarte specht grote stukken boomstam blootleggen om insecten te bereiken. Hij heeft een relatief korte, speervormige en kleverige tong, voorzien van gevoelige zenuwuiteinden. De iris is wit tot geel gekleurd. Meestal bevindt zich een zwarte vlek op de iris die de pupil aan de snavelzijde raakt. Hierdoor lijkt de pupil peer- of druppelvormig en krijgt de specht een loensende blik.
De tenen van de korte grijze poten zijn als bij de meeste spechten zygodactyl geplaatst: twee tenen staan naar voren en twee naar achteren gericht. De naar voren gerichte derde teen is langer dan de achterste vierde teen. De tenen hebben lange, scherpe klauwen die een goede grip geven. Een volwassen specht is hierdoor in staat om zelfs ondersteboven aan een dikke tak te hangen. De staart meet 16 à 17 centimeter en heeft staartpennen met stugge veerschachten. De buitenste twee staartpennen zijn aanmerkelijk langer dan de overige. De zwarte specht gebruikt zijn gevorkte staart als steun wanneer hij zich verticaal aan een boomstam vasthoudt.

### Juveniel

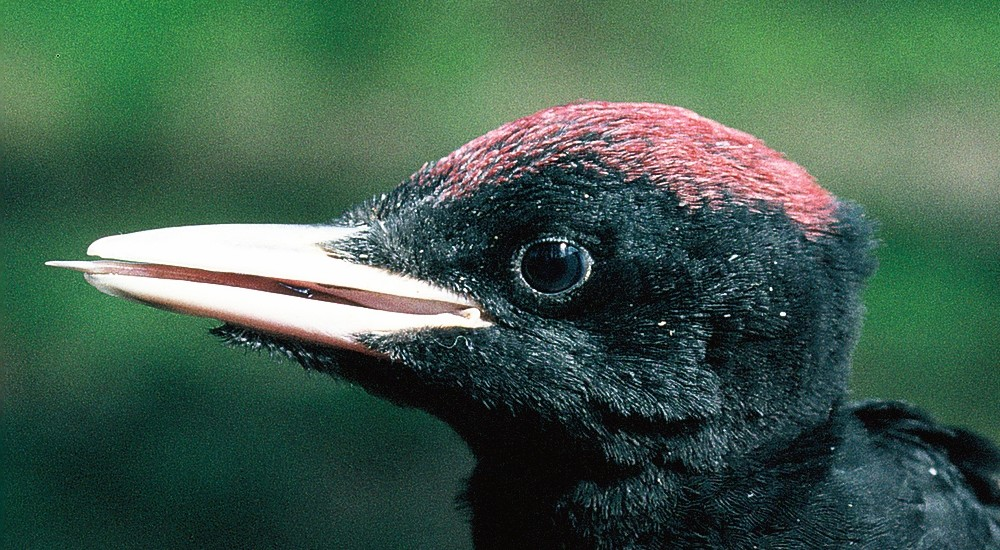
Vliegvlugge mannelijke juveniel; de rode koptekening is al helemaal aanwezig, maar de iris is nog blauwzwart en de snavel effen gekleurd

De juveniel onderscheidt zich van volwassen exemplaren door een blauwzwarte iris en een lichtere, egaal gekleurde snavel. Het verenkleed is bovendien matter gekleurd; het is eerder donkergrijsbruin dan zwart. Veel juvenielen hebben ook een lichter gekleurde keel. De koptekening is vaalrood tot vleeskleurig. Deze tekening bevindt zich bij beide geslachten alleen op de kruin, maar is bij mannetjes duidelijk groter. Een vliegvlugge juveniel heeft al een complete koptekening, zodat het geslacht kan worden bepaald. Aan het einde van zijn eerste levensjaar heeft hij zijn volwassen verenkleed en heeft de koptekening de hardrode kleur.

### Onderscheid met andere soorten
De zwarte specht onderscheidt zich van andere spechten in zijn leefgebied door zijn formaat en zijn overwegend zwarte verenkleed. Het formaat van de zwarte specht komt ongeveer overeen met dat van de roek en de zwarte kraai. Het vliegbeeld lijkt sterk op dat van de kauw en de gaai, zodat de zwarte specht vooral in de vlucht met een kraaiensoort kan worden verward. De specht is echter slanker en heeft smallere vleugels en een duidelijk langere en bredere staart. Een mannelijke zwarte specht onderscheidt zich ook duidelijk door zijn rode kopkap. Bij het vrouwtje is dit soms lastiger; en profil is deze minder goed waarneembaar. Als haar verenkleed versleten is, zijn de rode veren bovendien vaak vrijwel geheel verdwenen.

## Gedrag en leefwijze

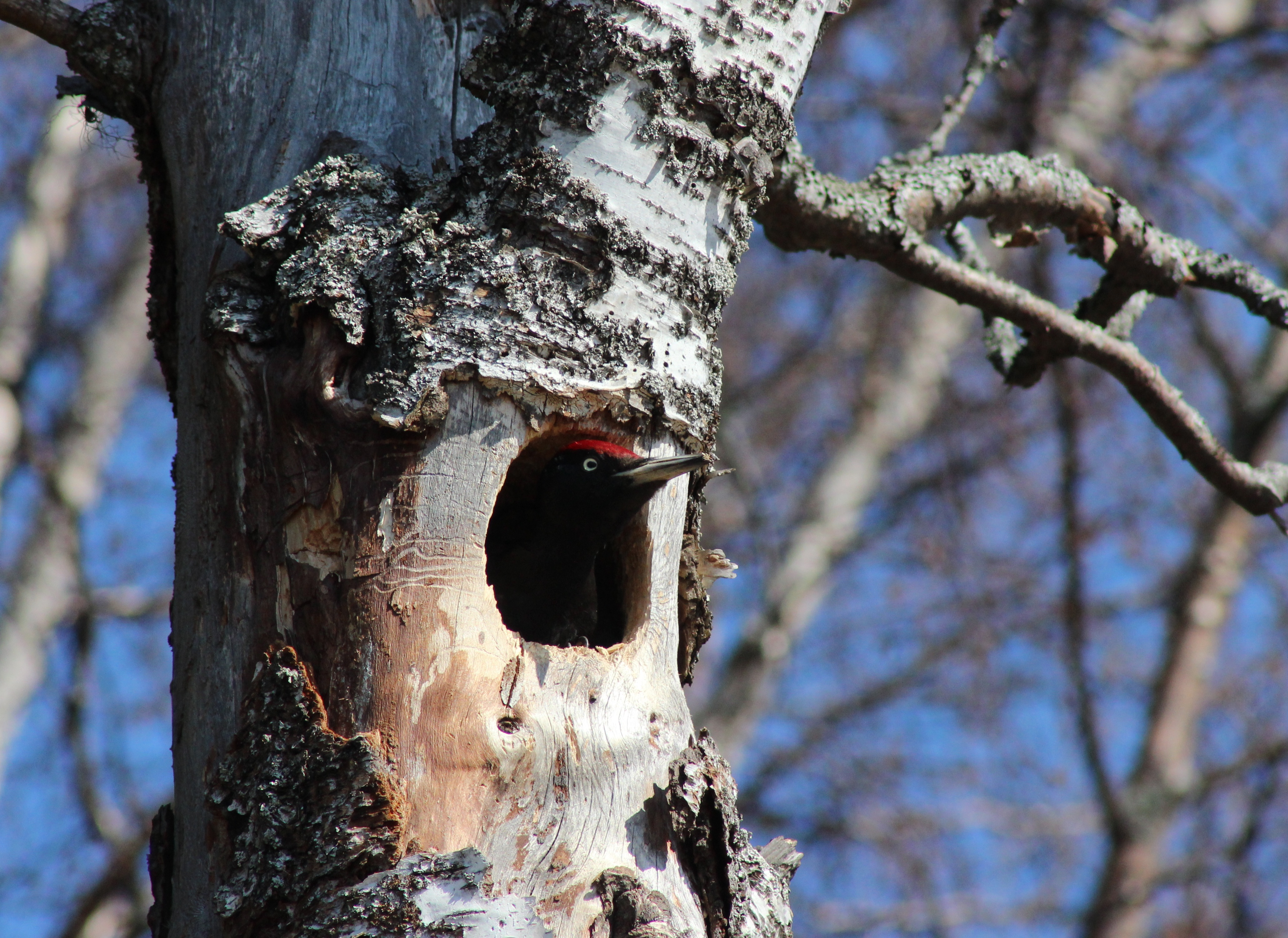
Een volwassen mannetje in een boomholte in Finland

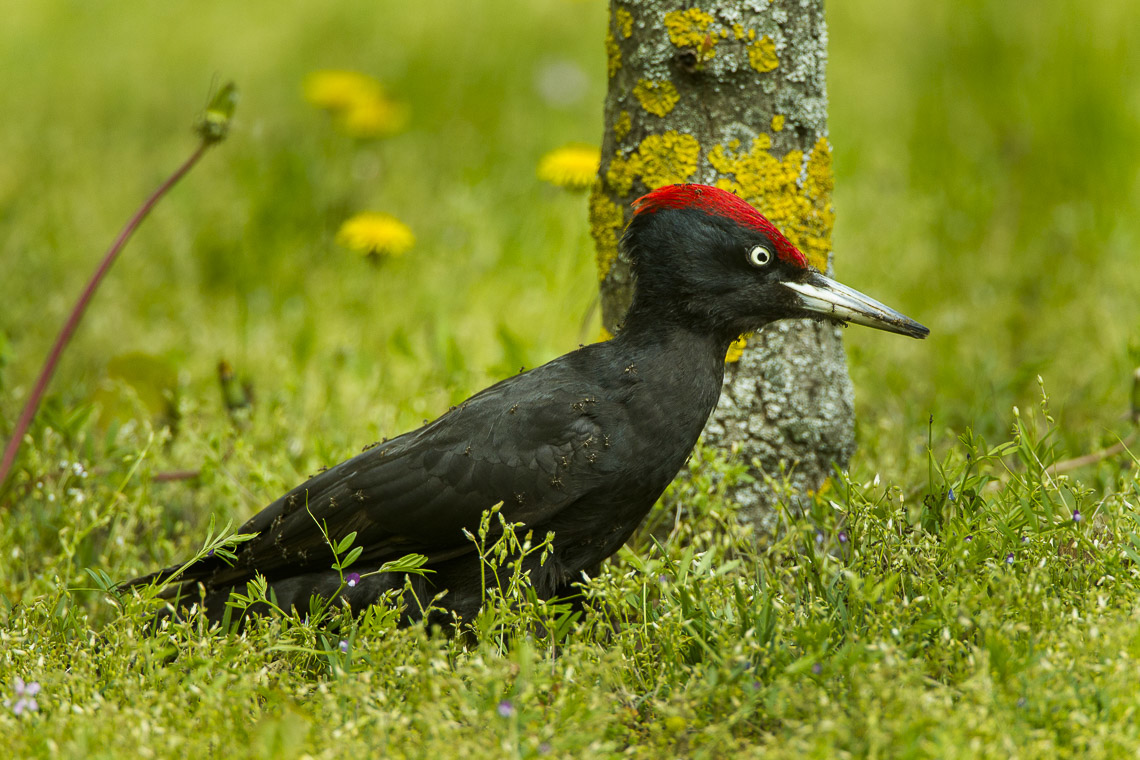
De zwarte specht neemt regelmatig een 'mierenbad'

De zwarte specht leeft het grootste deel van zijn leven solitair. Hij is gevoeliger voor verstoring dan bijvoorbeeld de grote bonte specht. Wanneer iemand hem nadert op een afstand van 100 tot 300 meter, zal hij wegvliegen of zich uit het zicht achter een boom verbergen.
De zwarte specht is dagactief. 's Nachts slaapt hij in een oude nestholte. Bij zonsopgang verlaat het mannetje zijn slaapplaats, het vrouwtje blijft doorgaans iets langer rusten. De zwarte specht is het actiefst in de ochtenduren en de late namiddag. Met uitzondering van het broedseizoen brengt hij in de tussenliggende uren zijn tijd door met rusten. Bij zowel het slapen als het overdag rusten klampt de specht zich net onder het vlieggat vast en legt daarbij zijn kop tussen zijn schouderveren. Alleen bij extreem slechte weersomstandigheden blijft de zwarte specht ook overdag in zijn schuilplaats.
De zwarte specht bezoekt regelmatig een mierennest om een 'mierenbad' te nemen. Hij laat de mieren over zijn verenkleed lopen, die dit vervolgens besproeien met mierenzuur. De functie van dit gedrag is niet met zekerheid bekend, maar waarschijnlijk gebruikt de specht het zuur als een natuurlijk afweermiddel tegen parasieten en schimmelinfecties.

### Territorium
De zwarte specht heeft een relatief groot foerageergebied als territorium, tot wel enkele kilometers rond de nestplaats. Net zoals dit het geval is bij veel andere soorten spechten, is dit gebied niet duidelijk afgebakend. Territoria van zwarte spechten overlappen elkaar dikwijls, zonder dat dit noemenswaardige wrijvingen oplevert. Buiten de paartijd en het broedseizoen hebben mannetjes en vrouwtjes een eigen territorium. Het komt regelmatig voor dat 'buren' een koppel vormen, waarop beide territoria worden samengevoegd tot broedterritorium.
Tijdens de broedperiode wordt het territorium feller verdedigd. Niet alleen soortgenoten worden verjaagd, maar ook andere spechten. Daarbij reageren beide broedende spechten het sterkst op seksegenoten: het vrouwtje op vrouwtjes en het mannetje op mannetjes. De confrontaties beginnen sterk geritualiseerd. Als een andere specht de grens nadert maakt de broedende specht dat duidelijk door op een boom te roffelen. Strijkt de indringer neer op een boom binnen het territorium, dan slaakt de territoriumeigenaar zijn waarschuwingskreet en probeert zijn opponent spiraalsgewijs langs de stam omhoog te drijven. Beide vogels maken schijnbewegingen en zwaaien regelmatig hun snavel in de lucht, zodat de rode kruin goed zichtbaar is. Om de zoveel tijd nemen de spechten een pauze van enkele minuten, om vervolgens hetzelfde ritueel te herhalen. Alles bij elkaar kunnen deze handelingen meer dan een uur in beslag nemen. Wanneer de indringer zich niet laat verjagen, valt de broedende specht hem aan door te pikken met zijn snavel.

### Vocale communicatie

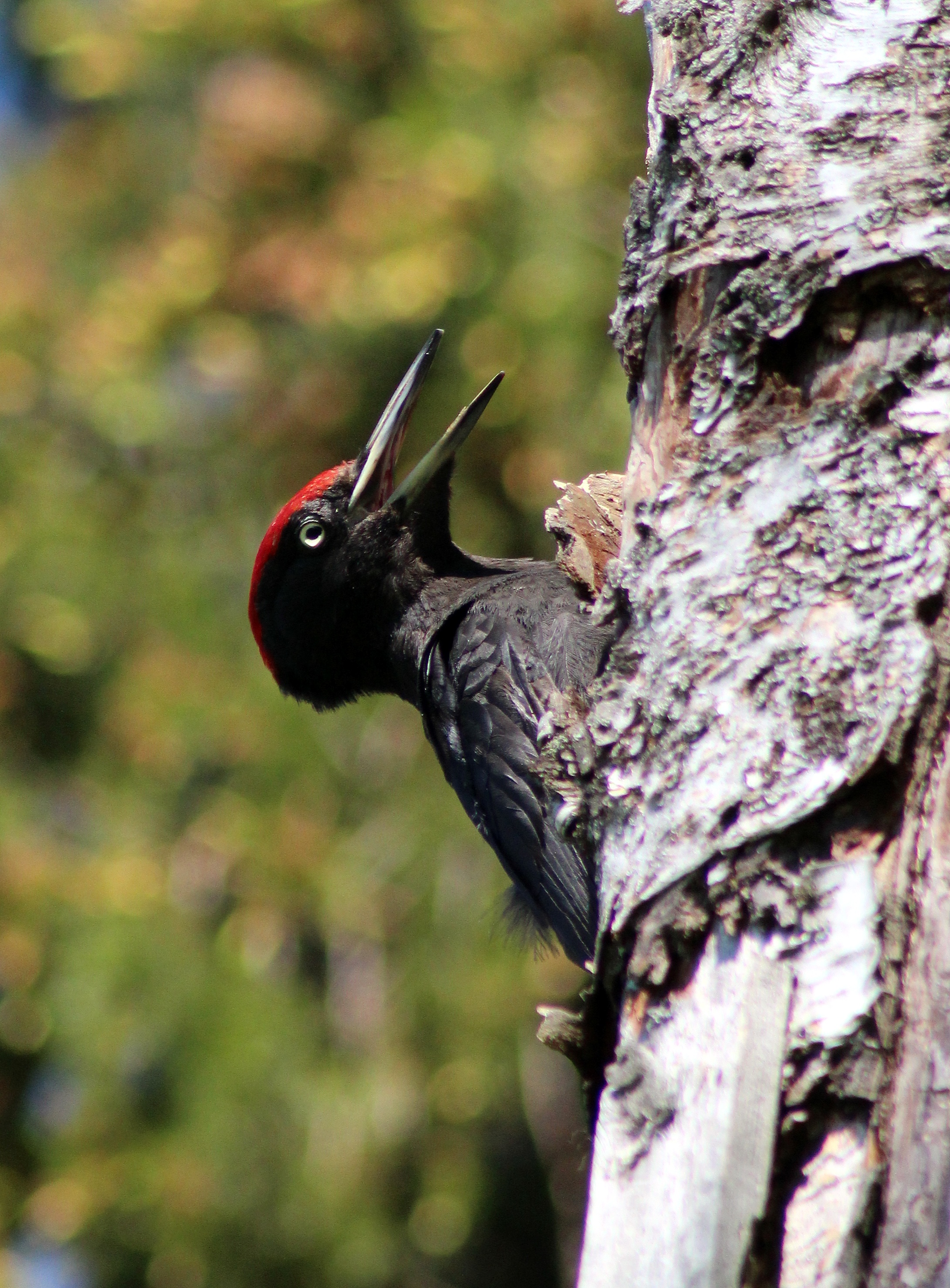
Het hoogfrequente kli-èèèhh van de zwarte specht is op grote afstand te horen

De zwarte specht heeft een typisch en makkelijk te herkennen vocaal repertoire en is het hele jaar door te horen. Buiten de broedperiode en de periode dat hij voor zijn jongen zorgt maakt de zwarte specht vooral gebruik van zijn vliegroep en lokalisatieroep. Beide kunnen bij gunstige weersomstandigheden kilometers ver dragen. Tijdens de vlucht laat de zwarte specht regelmatig een luid en hoogfrequent kruu kruu kruu horen. De lokalisatieroep is een klaaglijk, langgerekt kli-èèèhh. Deze wordt alleen in rust gebruikt en dient voornamelijk om zijn aanwezigheid kenbaar te maken aan soortgenoten. Bij verstoring wordt deze ook als alarmroep gebruikt en met intervallen van enkele seconden herhaald. Gebroken en hesere varianten van de lokalisatieroep worden gebruikt in conflictsituaties. Bij conflicten tussen soortgenoten laat de zwarte specht een rustig rurr horen. Mogelijk is het een sussend overspronggeluid in antwoord op agressief gedrag. Bij broedpartners is het geluid waargenomen als een langer gerekt ruuurrrr.
- Vliegroep
- Conflictroep
- Roep in de lente

Tijdens de paartijd en het begin van het broedseizoen laat de zwarte specht regelmatig een hoog, metaalachtig kui ... kui-kui-kui horen. Deze roep bestaat uit maximaal twintig afzonderlijke elementen, waarbij het eerste element doorgaans aarzelend begint. De roep maakt niet alleen onderdeel uit van het hofmaken, maar dient ook om het nieuwe broedterritorium af te bakenen. Daarnaast laten beide partners rustige geluiden horen, die tijdens seksuele opwinding in een serie zachte, miauwende kia veranderen en tijdens het paren steeds sneller worden herhaald.
- Roffel mannetje
- Roffel vrouwtje

De zwarte specht communiceert ook door middel van geroffel op hout. Dit dient om indringers te waarschuwen als ze de grens van het territorium naderen en om contact te maken met de partner ter versterking van de onderlinge band. Het mannetje gebruikt hiervoor meestal dezelfde boom, die zich vaak meer dan een kilometer van de nest- of slaapholte bevindt. De zeer luide, regelmatige roffel van het mannetje is langzamer dan die van de meeste andere spechten. Doorgaans duurt een roffel twee tot drie seconden, wat aanzienlijk langer dan die van overige spechten in Europa. De roffel van het mannetje bestaat uit maximaal zestig individuele slagen en wordt met een gemiddelde frequentie van zeventien slagen per seconde uitgevoerd. Het vrouwtje roffelt aanzienlijk minder vaak dan het mannetje en doet dit langzamer, korter en minder luid. Zij heeft hiervoor geen vaste boom. Tijdens de paartijd en de broedperiode laten beide geslachten luide klopgeluiden horen. Deze worden als locatiemiddel voor de nestholte gebruikt of als overspronggedrag in conflictsituaties tussen beide partners.

### Voortbeweging

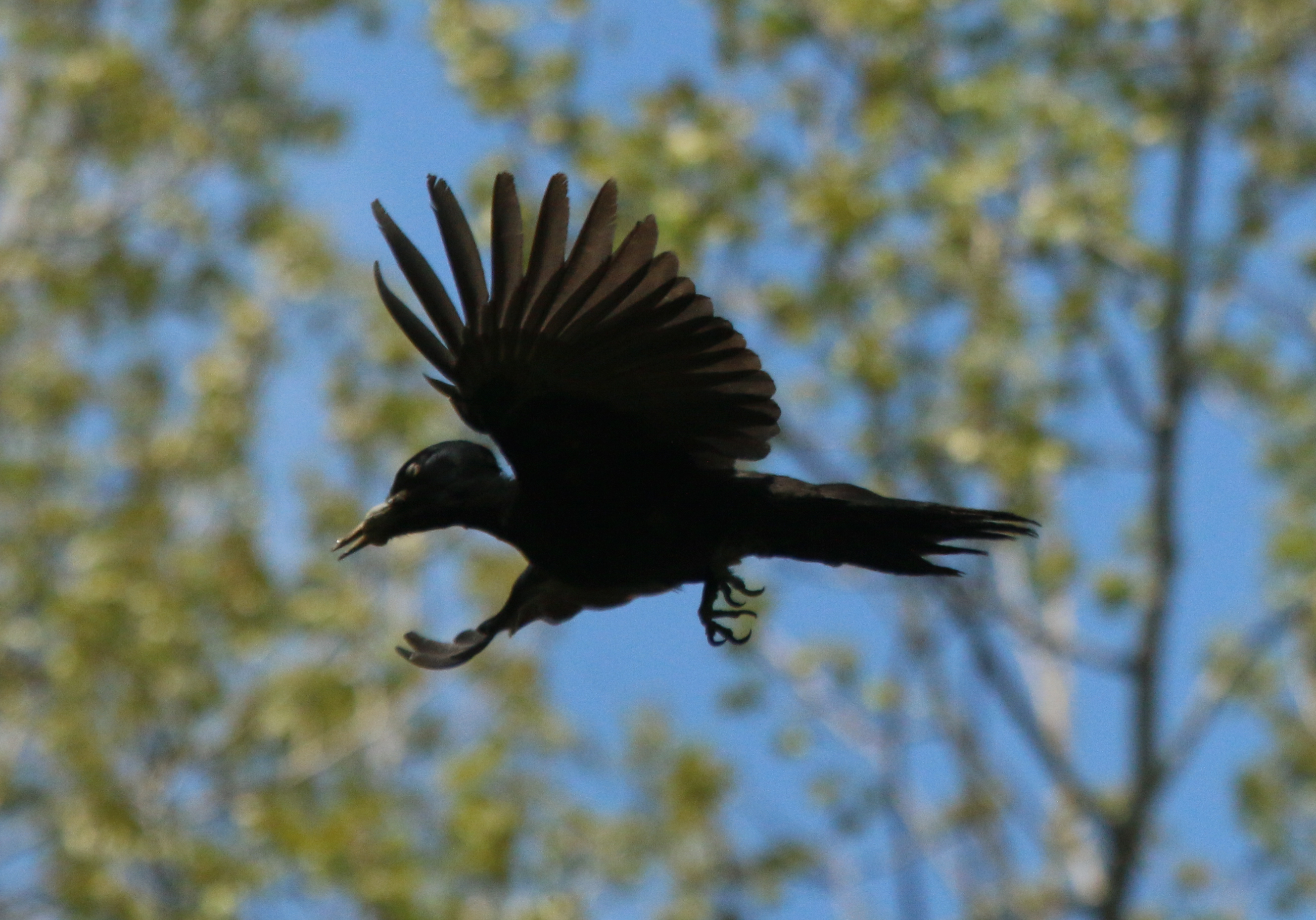
Vliegbeeld van de zwarte specht

De zwarte specht vliegt met opgeheven kop en langzame, onregelmatige en duidelijk hoorbare vleugelslagen. Lange en korte vleugelslagen worden afgewisseld met glijvluchten, waarbij soms de vleugels worden gevouwen. In tegenstelling tot andere spechten maakt de zwarte specht geen golvende beweging, maar vliegt hij in een vrijwel rechte lijn, om vervolgens met een opwaartse boog tegen een boomstam te landen. De vlucht van een zwarte specht oogt onbeholpen, maar hij is ondanks zijn grootte een goede, behendige vlieger. Hij is in staat om snel van richting te veranderen om aan zijn vijanden te ontsnappen. Ook kan de zwarte specht grote waterpartijen oversteken, wat hem in staat heeft gesteld om vrijwel alle eilanden in de Oostzee te bereiken.

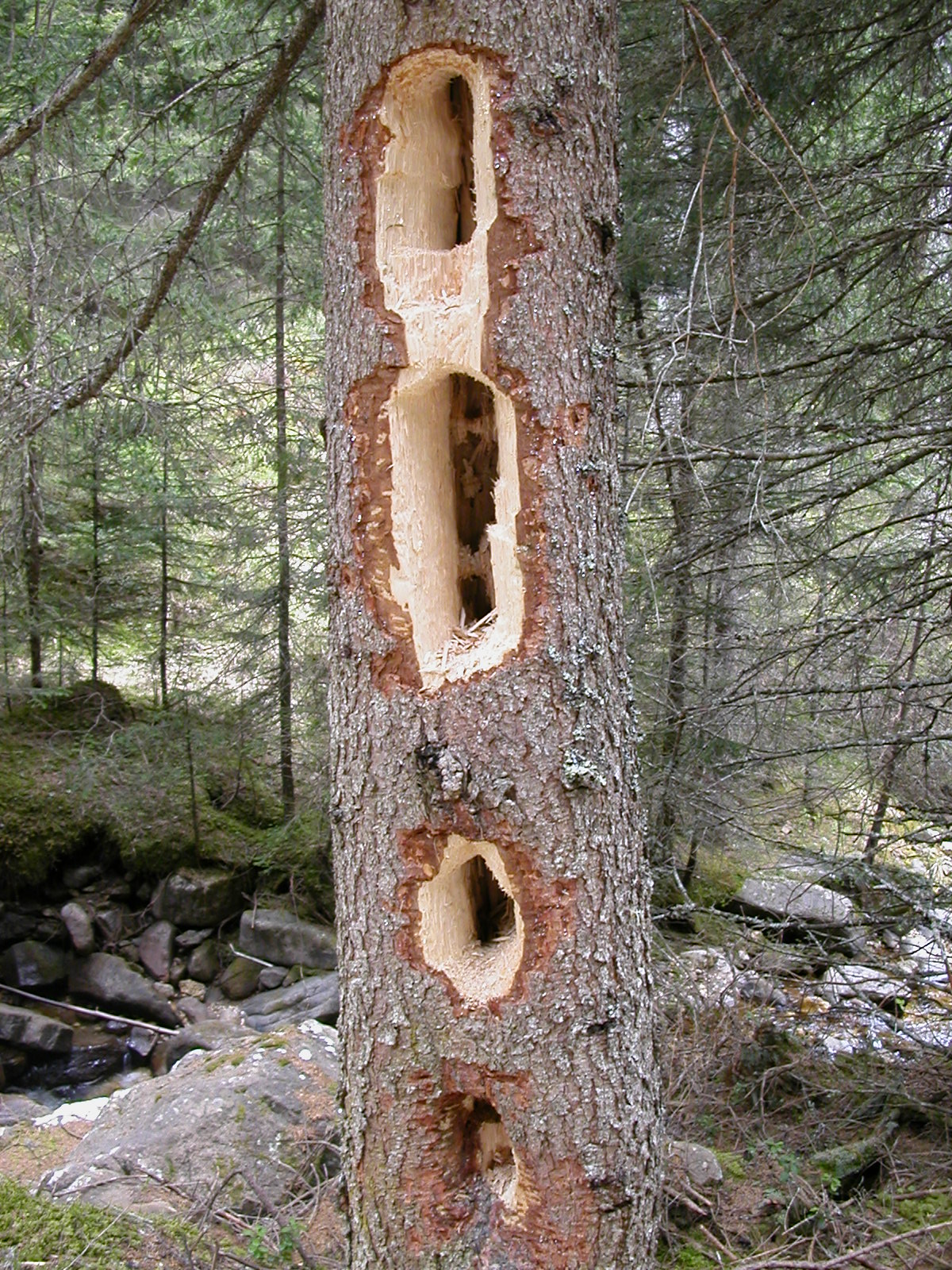
Langwerpige haksporen van de zwarte specht

In tegenstelling tot andere spechten zit de zwarte specht zelden horizontaal op een boomtak. Hij verplaatst zich doorgaans via de stam, waarbij hij de poten wijd uit elkaar zet en zijn staart als steun gebruikt. De zwarte specht komt regelmatig op de grond om te foerageren en beweegt zich hier onhandig. Korte afstanden legt hij hoppend met twee poten tegelijk af, maar hij zal al snel de voorkeur geven aan vliegen.

### Voedsel
De zwarte specht is voor zijn voedsel afhankelijk van boombewonende insecten en hun larven en poppen. Deze verzamelt hij zowel in gezond als vermolmd en dood hout. Door op de bast te hameren kan de specht de door insecten gegraven tunnels traceren. Om deze te bereiken en bloot te leggen gebruikt hij zijn snavel. Net als alle spechten heeft de zwarte specht speciale spieren in zijn nek die hem in staat stellen om gedurende lange tijd krachtige slagen in het hout te maken, waardoor diepe en langwerpige stukken worden blootgelegd. Dankzij zijn krachtige snavel weet hij diepere stukken te bereiken dan spechten met kleinere snavels. Bovendien maakt hij vergeleken met andere spechten relatief veel hakbewegingen, zo'n acht- tot twaalfduizend per dag. Tijdens een enkele maaltijd kan de zwarte specht tot wel negenhonderd schorskeverlarven of duizend mieren verorberen.

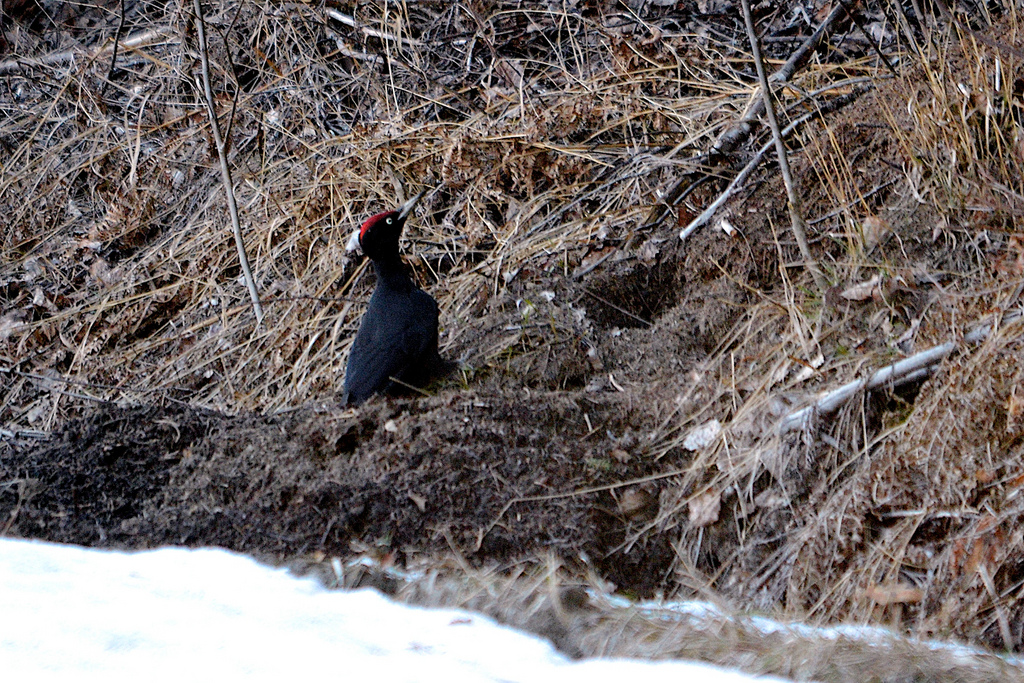
Een zwarte specht plundert een mierenhoop in Finland

In de lente, zomer en vroege herfst voedt de zwarte specht zich vooral met mieren die zich onder de bast van bomen bevinden, tot op een hoogte van drie meter boven de grond. Hij verzamelt deze vooral in coniferen als de grove den, maar ook in andere boomsoorten. In de winter voedt hij zich voornamelijk met mieren in mierenhopen en houtopslagen, met name van soorten uit het geslacht Formica. Bij mierennesten is de zwarte specht vaak samen met andere spechten gezien, waaronder de groene specht en grijskopspecht. De locaties van de meeste mierennesten in en rond zijn territorium zijn nauwkeurig bij de zwarte specht bekend, zodat hij ze zelfs onder een sneeuwlaag van een meter dik weet te vinden.
Afhankelijk van het seizoen maken mieren tot wel 90 procent van het dieet van de zwarte specht uit. Reuzenmieren (Camponotus) genieten de voorkeur, maar de zwarte specht voedt zich ook met grote mierensoorten uit de geslachten Formica, Lasius en Myrmica. Het overige deel van het dieet bestaat vooral uit boombewonende kevers in al hun ontwikkelingsstadia, zoals schorskevers (Scolytinae), boktorren (Cerambycidae) en kniptorren (Elateridae). Ook larven van houtwespen (Siricidae) en andere boombewonende insecten worden gegeten. Er is bovendien waargenomen dat zwarte spechten bijennesten plunderen. De zwarte specht voedt zich incidenteel met andere ongewervelde dieren, zoals tweevleugeligen, vlinders, spinnen en slakken. Slechts in uitzonderlijk gevallen voedt hij zich met gewervelde dieren als salamanders en nestjongen of eieren uit andere nestholtes. Plantaardig voedsel maakt een te verwaarlozen deel uit van het dieet, maar af en toe voedt de zwarte specht zich met vruchten, bessen, conifeerzaden of hars.

## Voortplanting en ontwikkeling
Zwarte spechten vormen elk broedjaar opnieuw een monogaam koppel, al gebeurt het regelmatig dat koppels elkaar meerdere jaren achtereen trouw blijven. Doorgaans hebben het mannetje en het vrouwtje slechts een losse relatie, maar voor en tijdens het broedseizoen wisselen ze regelmatig kreten- en roffels met elkaar uit. In de late herfst worden de grenzen van het toekomstige broedrevier aangegeven middels roffels en locatiekreten. De balts begint meestal in maart, maar kan al in de tweede helft van januari aanvangen. Een koppel wordt gevormd wanneer het mannetje en het vrouwtje samen een nestholte uithakken. Ook kan een koppel gevormd worden na afloop van de geritualiseerde handelingen bij een territoriumconflict. De agressie van het mannetje neemt geleidelijk af wanneer hij merkt dat de indringer een vrouwtje is, bijvoorbeeld door de kleinere rode kopkap en de minder heftige reacties. Het vrouwtje biedt zich aan het mannetje aan door een ineengedoken, horizontale houding aan te nemen. De broedperiode valt gewoonlijk in de maanden maart tot en met augustus.

### Nestholte

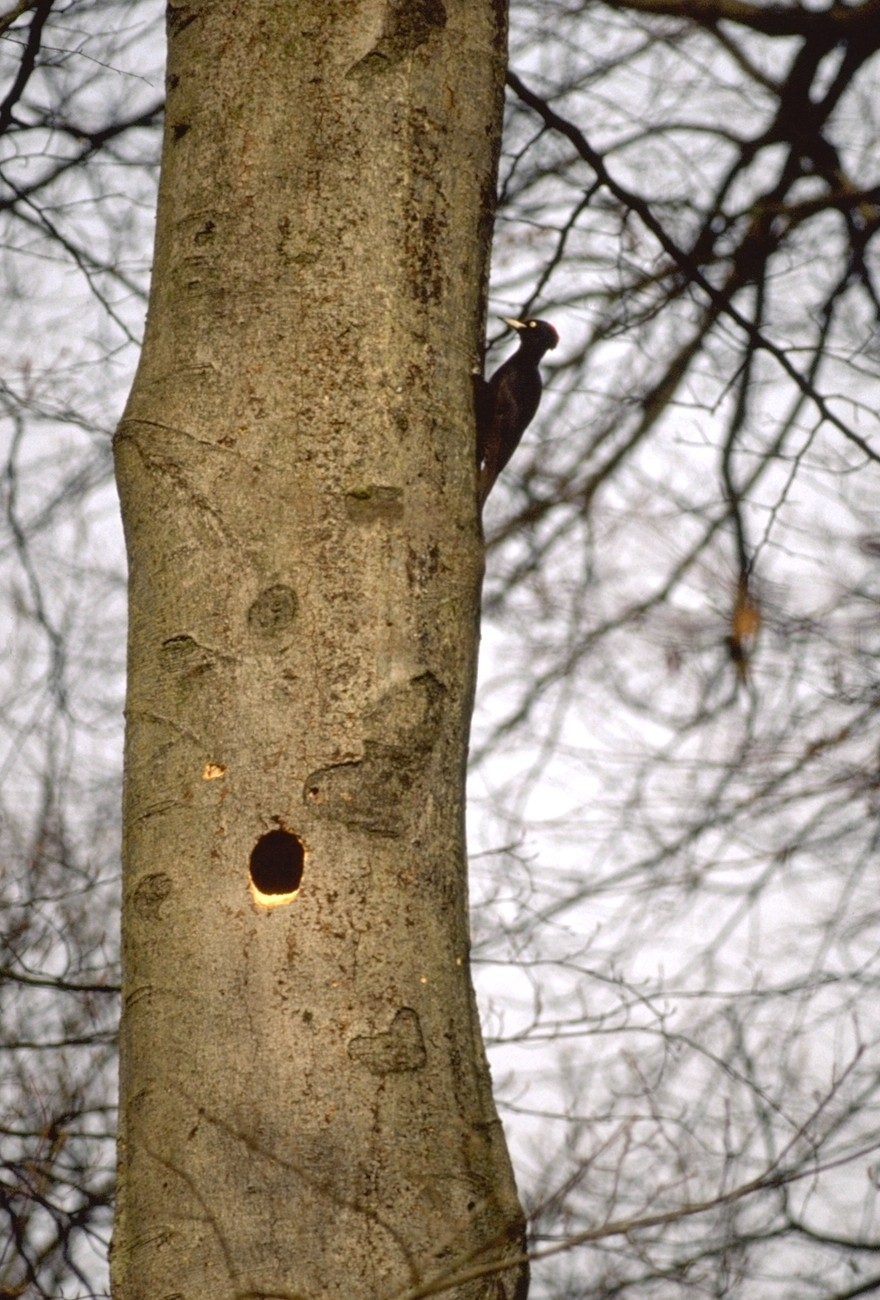
Een recent uitgehakte nestholte in een beuk, voorzien van een afwaterende onderrand

Elk jaar hakt een koppel zwarte spechten een nieuwe nestholte uit, meestal in de maanden maart en april. Soms wordt er uiteindelijk genesteld in een oude nestholte, ondanks dat er een nieuwe is gemaakt. Een geschikte nestholte kan zo tot wel zes jaar achtereenvolgens worden gebruikt. Het duurt doorgaans vier weken voor een nest gereed is. Meestal wordt eerst alleen de ingang gemaakt. Pas nadat het onderliggende hout voldoende is doorgerot wordt de rest uitgehakt. Wanneer de nestholte door een ander dier wordt ingenomen kan er echter in slechts tien dagen een nieuwe holte worden uitgehakt. Beide geslachten werken aan het vlieggat, maar het uithakken van de holte zelf gebeurt waarschijnlijk alleen door het mannetje.
Een nestholte bevindt zich gewoonlijk tussen de tien en twintig meter boven de grond en vrijwel nooit beneden de vijf meter. Het vlieggat is groot en ovaal, met gemiddelde afmetingen van dertien centimeter hoog en acht centimeter breed. Vaak wordt de onderste rand van het vlieggat wat afgeschuind door een beetje bast weg te hakken. Op deze manier zal regen naar buiten afwateren en blijft het nest droog. De diepte van het hol varieert tussen de 30 en 60 centimeter. Het heeft meestal een minimale doorsnede van 25 centimeter. De bodem van het nest wordt bedekt met kleine houtkrullen, die de specht aan de binnenzijde van de boomholte uit heeft gehakt. Een geschikte holte kan meerdere jaren worden gebruikt en wordt meestal steeds dieper. Indien nodig zal de specht een nieuw, lager gelegen vlieggat uithakken.
De nestholte wordt in een zoveel mogelijk vrijstaande boom gehakt, zodat de spechten er vrij in en uit kunnen vliegen en de omgeving vanuit het vlieggat goed kunnen overzien. Hiervoor prefereert de zwarte specht een oude boom met een stamdiameter van minstens veertig centimeter. Indien aanwezig hebben bomen op hellingen en in de buurt van water de voorkeur. De zwarte specht nestelt het meest in beuken, daar deze duurzaam zijn en vaak een hoog en breed bladerdak hebben. Andere bomen waarin nestholtes van de zwarte specht zijn aangetroffen zijn eiken, populieren, essen, elzen en naaldbomen als fijnsparren, grove dennen en zilversparren. In driekwart van de gevallen wordt het nest in een levende boom gehakt. Een boom waarvan de kern is aangetast door houtrot lijkt ook een voorkeur te hebben. De zwarte specht is door het bekloppen van de bast in staat om te ontdekken waar rotte plekken zich bevinden en op welke plekken deze het dichtst tegen de bast liggen.
Voordat de broedperiode is begonnen is de zwarte specht opmerkelijk verdraagzaam tegenover nestconcurrenten, ook als deze kleiner of minder weerbaar zijn. Een nieuw uitgehakt nest is eenvoudig op te sporen door de stapel houtkrullen onderaan de stam. De nestholte wordt reeds voor de broedperiode door de zwarte specht bewaakt, maar bij durende bedreiging geeft hij vrij snel op om vervolgens een nieuwe uit te hakken. Pas na de eileg wordt een nestholte fel verdedigd tegenover andere dieren, meestal met succes.

### Broedsel

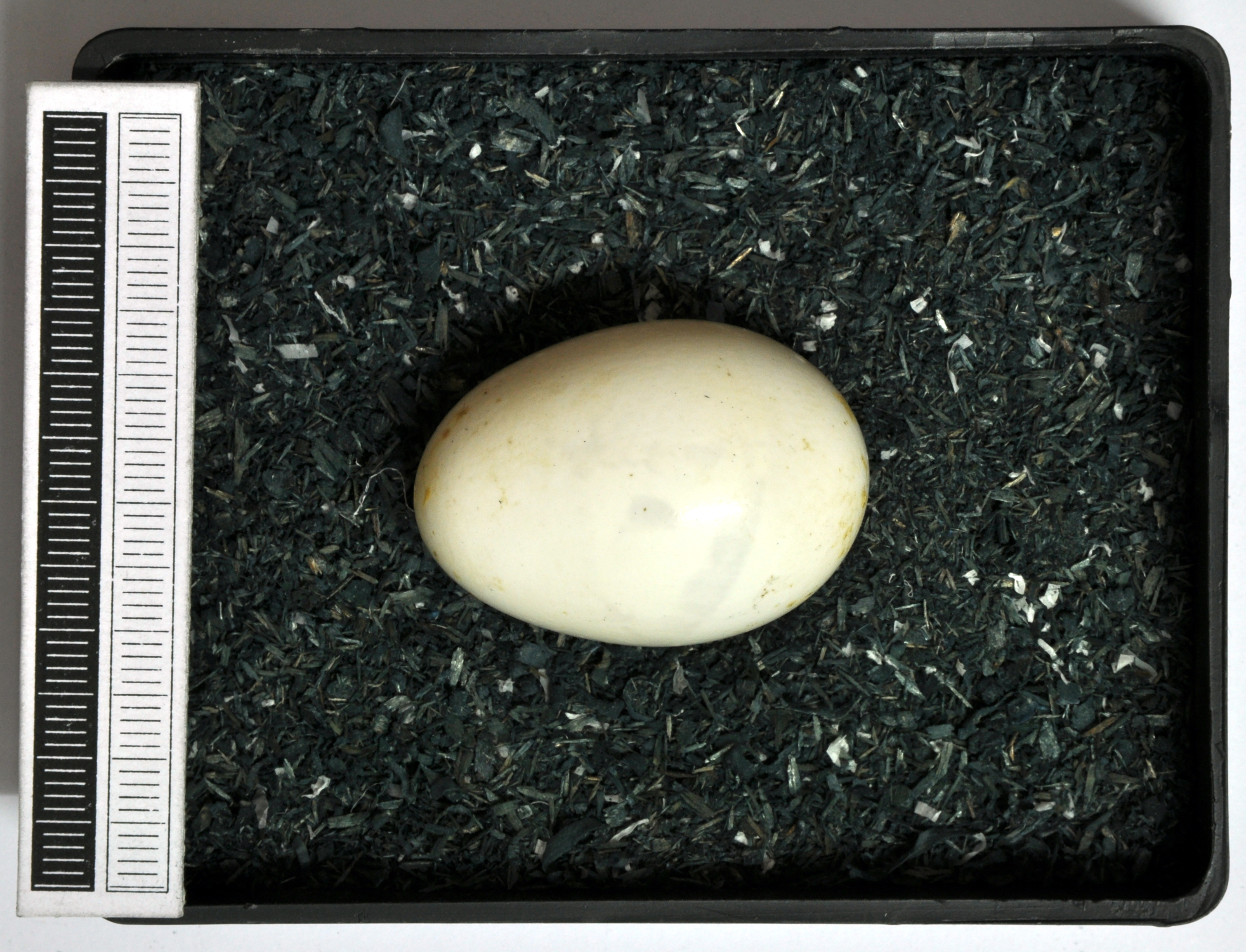
Het porseleinwitte ei van de zwarte specht (Collectie Museum Wiesbaden)

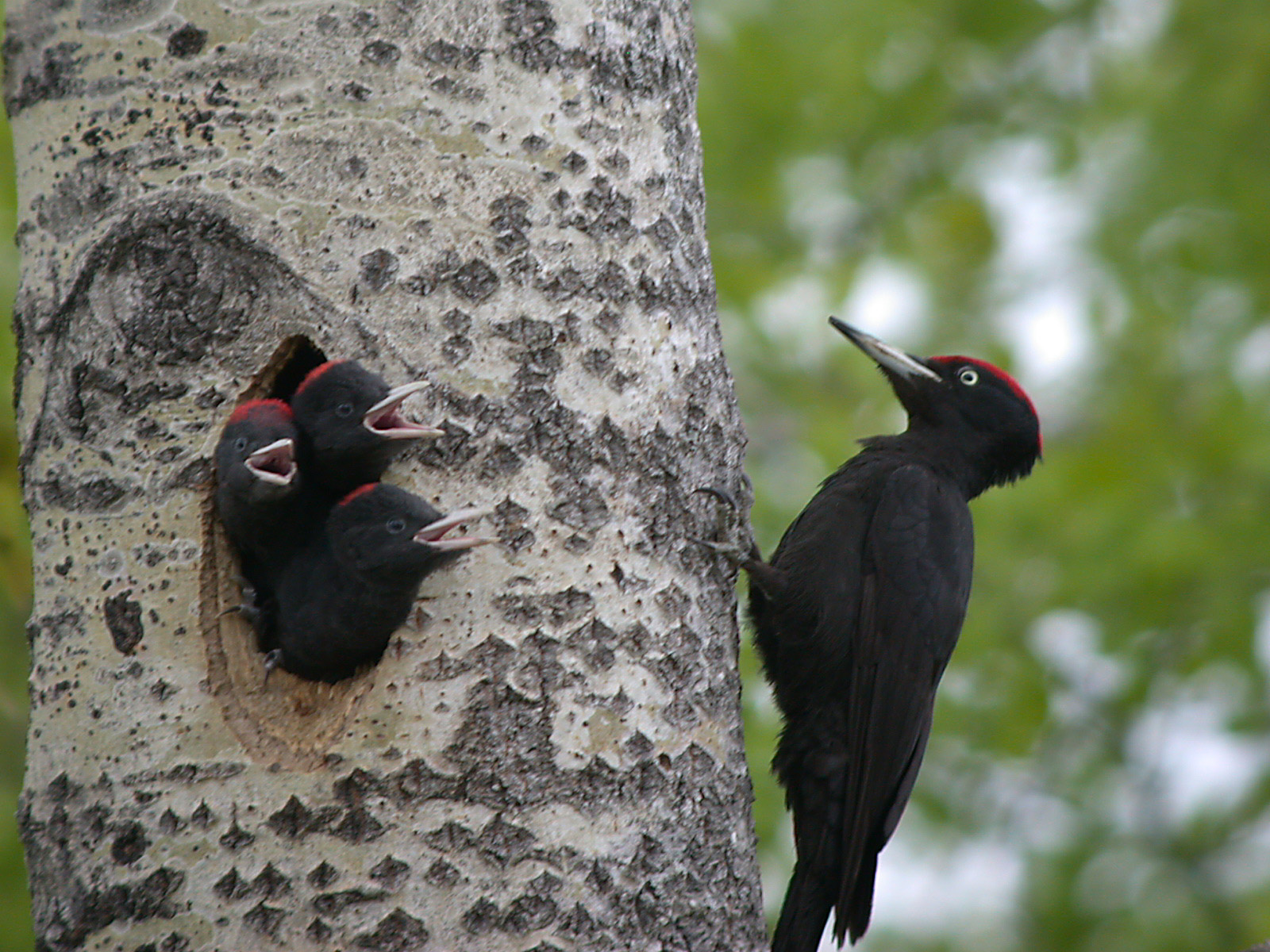
Drie juvenielen worden gevoerd door de vader in een Fins woud; de onderste is een vrouwtje, te herkennen aan de kleinere kopkap

In Centraal-Europa worden in de periode van maart tot mei de eieren gelegd. Als een eerste nestholte door indringers is veroverd kan dit tot in juni worden uitgesteld. Een broedsel kan uit twee tot acht eieren bestaan, maar drie tot vijf is het gebruikelijkst. Zij worden met intervallen van één, soms twee dagen gelegd en worden pas na de laatste leg uitgebroed. De ovale, glanzende, porseleinwitte eieren zijn merkwaardig klein in vergelijking tot de lichaamsomvang van de zwarte specht. Een gemiddeld ei meet slechts 35 bij 22 millimeter en weegt zo'n 13 gram.
Beide ouders broeden de eieren uit. Zoals bij alle spechten is het mannetje degene die 's nachts op de eieren zit. Een ei wordt doorgaans in twaalf tot veertien dagen uitgebroed. De kuikens komen met tussenpozen van maximaal drie dagen uit, waardoor de onderlinge verschillen in ontwikkeling relatief groot zijn in vergelijking tot de meeste andere spechten. Wanneer ze worden gevoerd vechten ze om de beste plaats bij het vlieggat. Aanvankelijk worden de kuikens vrijwel constant door de ouders bewaakt tegen predatoren en gevoerd met mieren en mierenlarven. Later komen de ouders alleen om voedsel te brengen en uitwerpselen uit het nest te verwijderen. 's Nachts slapen ze in een boomholte in de buurt van het nest.

### Verdere ontwikkeling
Ongeveer op de zeventiende dag na het uitbroeden verlaten de eerste jongen het nest, maar zullen nog ongeveer een week in de buurt blijven om door de ouders gevoerd te worden. De totale periode vanaf het broeden tot het moment dat ze zelf gaan foerageren varieert tussen de 25 en 31 dagen. Kort na het verlaten van het nest ondergaan de jonge spechten een gedeeltelijke en stapsgewijze rui die ongeveer honderd dagen duurt. Wanneer de laatste juveniel het nest heeft verlaten, wordt het familieverband doorgaans in twee groepen gesplitst, elk met een van de ouders aan de leiding. Gedurende vier tot vijf weken worden de jongen begeleid alvorens zij het ouderlijke territorium verlaten. Het broedsucces en de levensverwachting tot het uitvliegen zijn relatief zeer hoog. Bij een groot aantal veldstudies lag het sterftecijfer onder de vijftien procent.
Uitzwermende jonge vogels zullen meestal een eigen territorium zoeken dat zich vlak bij dat van hun ouders bevindt, vaak binnen een straal van vijftig kilometer. Indien nodig zullen zij echter grote afstanden overbruggen, in uitzonderlijke gevallen tot wel duizend kilometer. De eerste maanden na het uitvliegen zijn kritiek voor de zwarte specht. Veel jonge spechten verongelukken of sterven in de winter, wegens voedselgebrek of bevriezing met een bevuild verenkleed. De mens lijkt in het eerste jaar geen grote bedreiging te vormen.
De zwarte specht is aan het einde van zijn eerste levensjaar geslachtsrijp. Tijdens de jaarlijkse rui rond eind september wordt het gehele verenkleed vernieuwd. Over de levensduur van de zwarte specht is weinig bekend. Een vrouwtje dat waarschijnlijk in haar geboortejaar was geringd, werd twaalf jaar later dood teruggevonden. In Scandinavië is een mannetje aangetroffen dat een leeftijd had bereikt van ongeveer veertien jaar. Er zijn echter te weinig gegevens verzameld om een betrouwbare uitspraak over de mogelijke maximale leeftijd te doen.

## Verspreiding en leefgebied
De zwarte specht heeft een groot aanpassingsvermogen, wat heeft geresulteerd in een relatief groot verspreidingsgebied. Het beslaat een groot deel van noordelijk Eurazië; van Frankrijk tot het schiereiland Kamtsjatka. BirdLife International schatte de totale oppervlakte in 2016 op 38,9 miljoen vierkante kilometer.
Het gebied omvat vrijwel het gehele noorden van Europa. Uitzonderingen zijn de Britse Eilanden en sommige delen van Noord-Scandinavië, al strekt het verspreidingsgebied zich daar tot boven de poolcirkel uit. In Zuid-Europa is de zwarte specht minder wijdverbreid. In Spanje bewoont de specht alleen de bergachtige gebieden in het noorden, in Italië alleen het noordelijkste bergachtig gebied en de westkust van Calabrië en Campania, en in Turkije bevinden zich slechts kleine populaties in het Pontisch Gebergte langs de kust van de Zwarte Zee. In Azië is de zwarte specht over het algemeen minder talrijk dan in Europa en zijn de leefgebieden meer versnipperd. Het verspreidingsgebied beslaat vrijwel geheel Rusland ten zuiden van het poolgebied, een groot deel van China, de Zuidelijke Kaukasus en de Iraanse kustgebieden van de Kaspische Zee. In het oosten kan de zwarte specht aangetroffen worden in Kamtsjatka, Korea en Japan. De ondersoort D. m. khamensis deelt het leefgebied van de nominaatondersoort in Tibet en zuidwestelijk China.
Het oorspronkelijke verspreidingsgebied van de zwarte specht bevond zich in Centraal-Europa en een groot deel van Azië. In de eerste helft van de 20e eeuw heeft hij zich dankzij bosaanplanten als cultuurvolger kunnen verspreiden over West- en Noord-Europa. In 1908 vestigde hij zich in België, in 1913 in Nederland en in 1915 in Luxemburg. In de tweede helft van de 20e eeuw heeft hij zijn verspreidingsgebied tot in Scandinavië uitgebreid. In dezelfde periode heeft de zwarte specht zich in Azië vanuit het eiland Hokkaido naar andere delen van Japan verspreid.

### Habitat

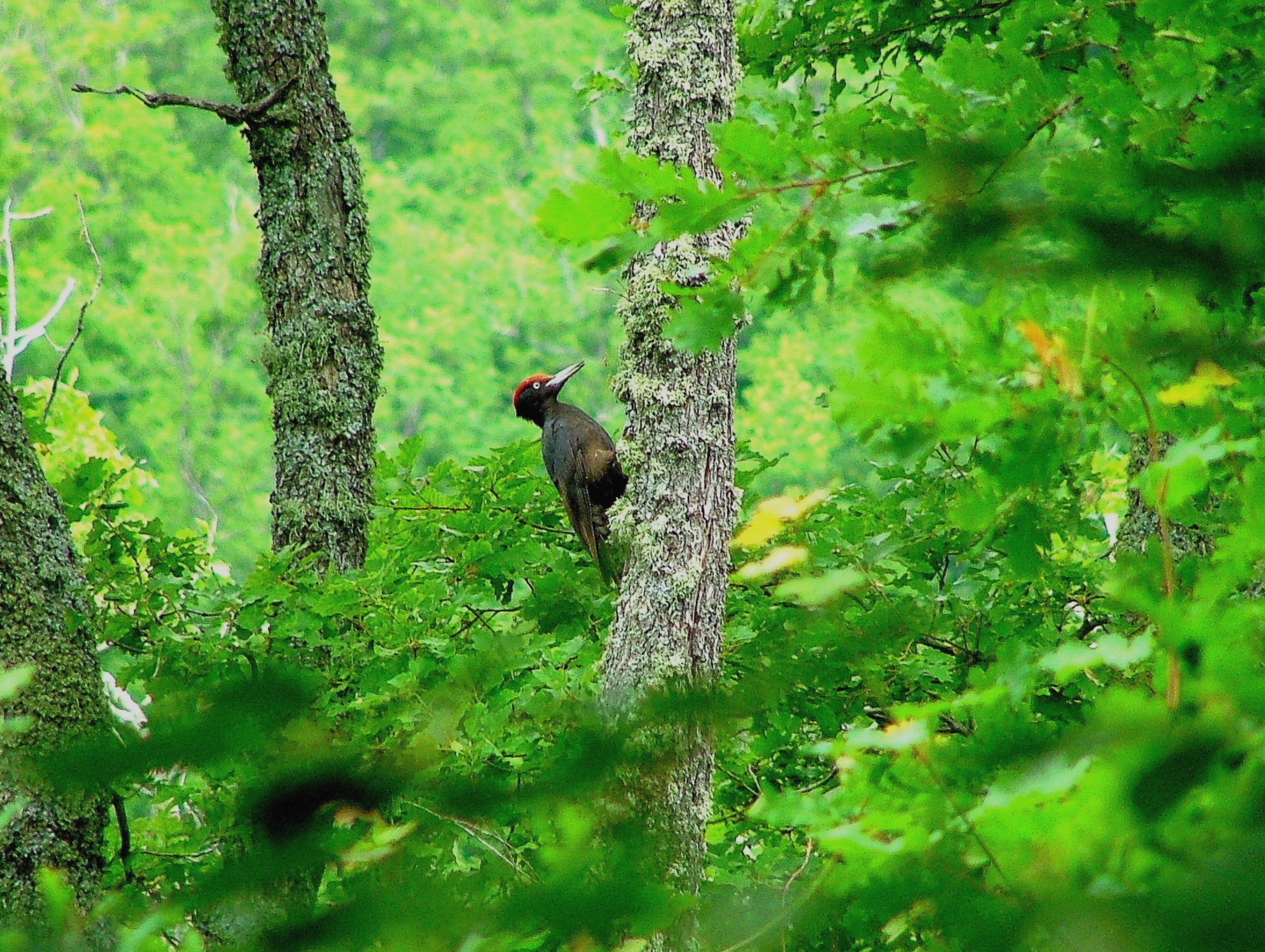
Een mannetje in het Nationaal park Dadia-Lefkimi-Soufli in Griekenland

Waarschijnlijk was de zwarte specht oorspronkelijk een standvogel die leefde in submontane wouden met veel Fagus, fijnsparren en zilversparren. Hij heeft zich in de laatste eeuwen echter ook aan andere leefgebieden weten aan te passen. Tegenwoordig komt de zwarte specht in allerlei naaldbossen, loofbossen, gemengde bossen en (sub)tropische bossen voor, mits deze minimaal honderd hectare groot zijn, op zandgronden staan en genoeg coniferen bevatten. Oude, volgroeide wouden met veel vermolmd en dood hout hebben de voorkeur, mits het bladerdak niet te veel de zon wegneemt. De zwarte specht heeft zijn territorium ook in bosranden en middeloude beuken- of eikenlanen. Hij is zelfs aangetroffen in stadsparken van grote steden, zoals Brussel en Berlijn. Hier is hij echter wel gevoeliger voor verstoring.
De populatiedichtheid per biotoop kan aanzienlijk verschillen. In de gunstigste habitats kan een enkel territorium kleiner zijn dan 100 hectare. In de meeste gevallen is het territorium echter veel groter. In Centraal-Europa is de gemiddelde grootte ongeveer 400 hectare, maar groottes van 1000 hectare zijn niet ongewoon.
Normaliter komt de zwarte specht voor tot 2400 meter boven zeeniveau. In het Altaj-gebergte zijn echter broedparen boven de 3500 meter aangetroffen. De ondersoort D. m. khamensis is zelfs boven de 4000 meter waargenomen. De zwarte specht is gewoonlijk goed in staat om in zijn territorium aan voedsel te komen, ook tijdens sneeuwrijke winters. Enkele populaties in het uiterste noorden en in berggebieden migreren voor de winter naar regio's met minder sneeuwval, zoals lager gelegen valleien. Meestal trekken ze niet ver weg van hun oorspronkelijke habitat.

### Beschermingsstatus

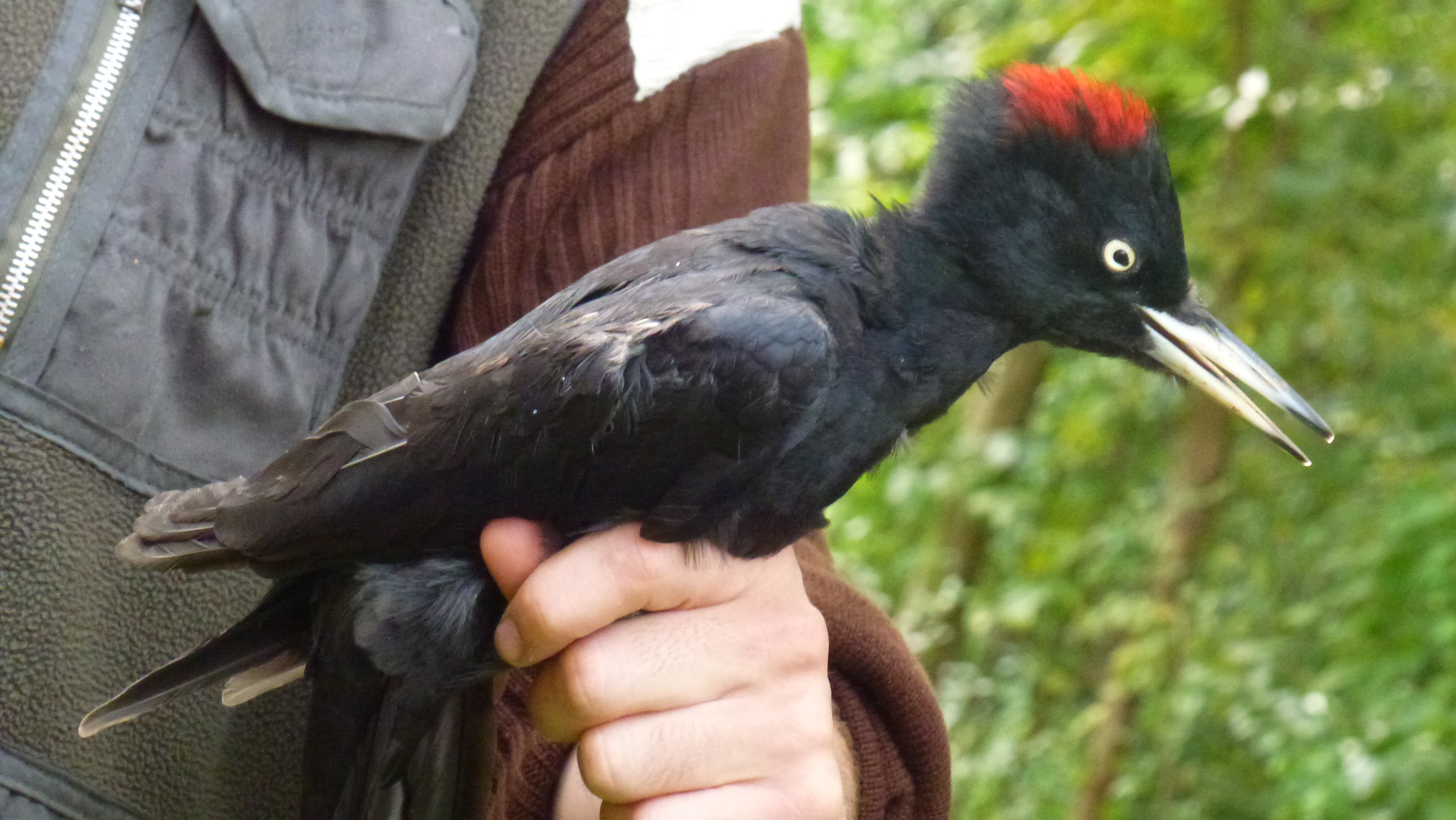
Een jong vrouwtje wordt geringd in Hongarije

De zwarte specht is een wijdverbreide soort die zich aan een groot aantal biotopen heeft aangepast, al blijft hij gebonden aan bossen van enige omvang. Dankzij de aanplant van productienaaldbossen en het opnieuw in cultuur brengen van bosgebieden heeft de zwarte specht zijn verspreidingsgebied kunnen handhaven en uitbreiden. In Frankrijk, Denemarken, Hongarije en Zwitserland breidt de zwarte specht zijn leefgebied nog steeds uit. In Zweden is de zwarte specht de enige spechtensoort die niet heeft geleden van de wijdverbreide aanplanting van productiebossen, maar hier juist van profiteert.
Volgens BirdLife International heeft de vogel een gunstig toekomstperspectief in de Europese Unie. Het is een van de weinige bosbewonende vogelsoorten in Europa waarvan de populatiegrootte blijft toenemen, al hebben populaties in de Pyreneeën en enkele andere berggebieden moeite om zich te handhaven. In 2015 bevonden zich naar een schatting van BirdLife International 1,1 tot 1,8 miljoen broedparen in Europa, oftewel zo'n 2,2 tot 3,6 miljoen volwassen individuen. In de periode tussen 1970 en 1990 was er een lichte toename en tussen 1990 en 2000 was de populatie nagenoeg stabiel. Er zijn weinig gegevens bekend over de exacte verspreiding en populatie van de zwarte specht buiten Europa, maar waarschijnlijk is het aantal broedparen er over het algemeen stabiel of licht toenemend. Geschat wordt dat 35 procent van de wereldpopulatie zich in Europa bevindt, zodat het wereldwijde totaal aan volwassen zwarte spechten 6,3 tot 10,4 miljoen bedraagt.
Dankzij het grote verspreidingsgebied van de zwarte specht, zijn populatiegrootte en zijn vermogen om zich ook in kleinere en versnipperde bossen te handhaven is zijn status als 'Niet Bedreigd' geklasseerd op de Rode Lijst van de IUCN. Alleen in Japan wordt de zwarte specht bedreigd, voornamelijk door grootschalige ontbossing van de Japanse beuk (Fagus crenata), zijn belangrijkste nestboom aldaar.

#### Status in Nederland
Sinds de zwarte specht zich aan het begin van de 20e eeuw in Nederland heeft gevestigd, is zijn verspreidingsgebied fors toegenomen. De populatie had zijn maximale verspreiding tussen 1970 en 1980. De zwarte specht vestigde zich in deze periode in de duinstreken aan de kust, maar aan het eind van de 20e eeuw zijn de populaties daar weer verdwenen. Vanaf 1975 breidde hij zijn verspreidingsgebied vooral in Noord-Brabant uit. Tegenwoordig komt de zwarte specht in vrijwel alle grotere bossen op zandgronden in Oost-, Midden- en Zuid-Nederland voor. Ze zijn echter zeldzaam in Flevoland, Zeeland en Noord- en Zuid-Holland.
Men schat dat in 1985 het aantal broedparen in Nederland het hoogst was, met daarna een lichte afname. Sinds 1994 lijkt de populatie vrij stabiel. Bedreigingen in Nederland worden voornamelijk gevormd door predatie door haviken en veranderde bosbouwmethodes met minder grote kaalslagen, met als gevolg daarvan donkerder bossen en een afname van het aantal mieren. In de periode van 1999 tot 2003 waren er gemiddeld 1400 broedparen. In 2008 werd een lichte afname geconstateerd in delen van Drenthe, de Veluwe en Het Gooi. Toch zijn ornithologen optimistisch over de toekomst, daar het ouder worden van bossen zal resulteren in meer broedgelegenheid. Bovendien laten de huidige bosbeheerders over het algemeen dood hout langer liggen. De populatie in het noorden mag dan afnemen, die in het zuiden neemt steeds meer toe.

#### Status in België

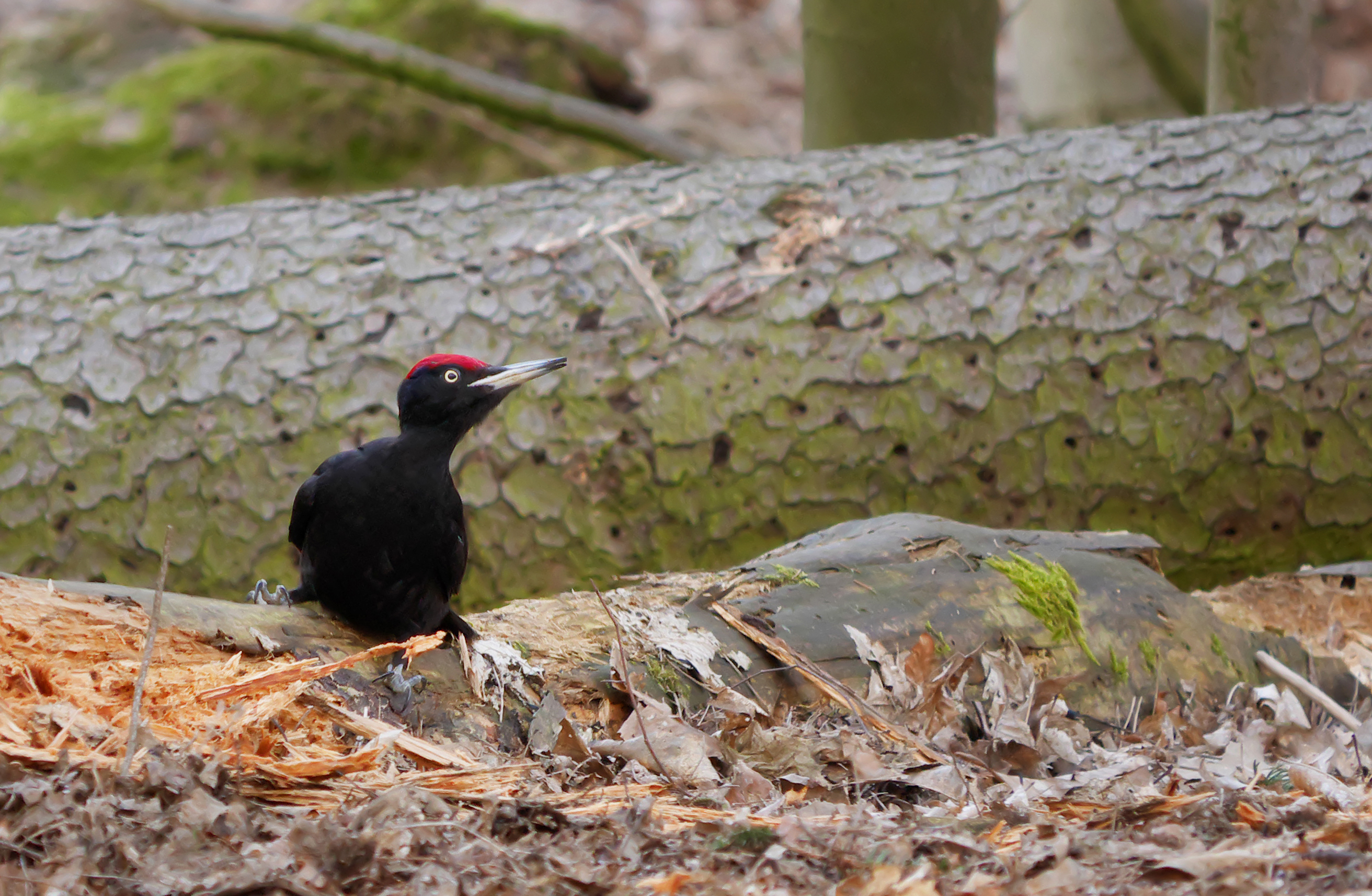
Een mannelijke zwarte specht op zoek naar mieren tussen omgevallen bomen in het Woluwepark in Sint-Pieters-Woluwe, België

In België had de populatie zwarte spechten zijn grootste toename in de jaren 20 en 30 van de 20e eeuw, voornamelijk dankzij de aanplant van naaldbossen in Wallonië. In 2010 bevonden zich hier volgens schattingen tussen de 920 en 1400 broedparen. In Vlaanderen is de zwarte specht zeldzamer, met zo'n 650 tot 1050 broedparen in de periode van 2000 tot 2002. Hij is hier het talrijkst in de Kempen, maar breidt zijn verspreidingsgebied steeds verder naar het westen uit. In 2012 zijn broedgevallen in Oostkamp gerapporteerd.

## Ecologie
De zwarte specht bezet een vergelijkbare ecologische niche als zijn Amerikaanse verwanten, zoals de Noord-Amerikaanse helmspecht (D. pileatus) en de gestreepte helmspecht (D. lineatus). Vanwege zijn gewoonte om elk jaar een nieuwe nestholte te creëren wordt de zwarte specht beschouwd als een sleutelsoort in de ecologie van een groot aantal biotopen. Hij is ook nuttig voor het behoud van bossen, daar hij zich onder andere voedt met schadelijke houtlarven die zich diep in het hout ophouden. Met zijn krachtige snavel kan de zwarte specht prooidieren bereiken die voor andere spechten onbereikbaar zijn. Dankzij deze afwijkende manier van foerageren bestaat er weinig voedselconcurrentie tussen de zwarte specht en andere spechtensoorten. Net als andere spechten speelt de zwarte specht bovendien een belangrijke rol in de cyclus van verval en regeneratie van het bomenbestand. De diepe holen die de zwarte specht uithakt, maakt het hout beter toegankelijk voor schimmels, insecten en andere organismes, zodat het rottingsproces versnelt.
|                                                                        |  |  |
| De boommarter en de havik behoren tot de grootste natuurlijke vijanden |  |  |

### Natuurlijke vijanden
De boommarter is de grootste natuurlijke vijand van de zwarte specht. Hij voedt zich met de eieren, de nestlingen en broedende ouders. In veel gevallen neemt hij het geplunderde nest vervolgens zelf in gebruik. Andere belangrijke predatoren van eieren en kuikens zijn de havik (circa 60% van de gevallen van nestplundering), de kauw en andere marterachtigen dan de boommarter, gevolgd door de sperwer, de slechtvalk en de oehoe.
Buiten de broedperiode kent de zwarte specht voor zover bekend relatief weinig natuurlijke vijanden. Marters vormen buiten het slaaphol geen groot gevaar, omdat de specht kan wegvliegen. Wanneer een roofvogel of uil nadert, zal de zwarte specht zich bewegingloos tegen de stam drukken, waardoor hij in veel gevallen onopgemerkt blijft. Tot de roofvogels en uilen waarvan bekend is dat zij zwarte spechten doden behoren onder andere de havik, de buizerd, de oehoe en de oeraluil.

### Nestholtes
Veldstudies hebben aangetoond dat de grote nestholtes van de zwarte specht hebben geleid tot stijgende populaties van de kauw en andere vogels. Daarnaast zorgen de nestholtes voor de introductie van broedvogels in nieuwe gebieden. Onder andere de ruigpootuil en de holenduif hebben zo hun verspreidingsgebied weten uit te breiden. In totaal hergebruiken minstens vijftig verschillende diersoorten nestholtes van de zwarte specht.
Vogels die oude nestholtes van de zwarte specht voor hun eigen broedsel gebruiken zijn onder andere de holenduif, de spreeuw en eenden als de grote zaagbek en de brilduiker. Ook veel zoogdieren gebruiken oude nestholtes om er te nesten, te overnachten of om er hun winterslaap te houden, zoals diverse soorten slaapmuizen en eekhoorns. Veel vleermuizen gebruiken de holtes als roestplaats, waaronder een aantal ernstig bedreigde soorten. Ook zijn in oude nestholtes van de zwarte specht insecten aangetroffen als hoornaren, bijen, hommels en wespen.
De zwarte specht kan echter ook worden verjaagd uit zijn broed- of slaapholte terwijl hij die nog gebruikt. Dit gebeurt onder andere door marters, kauwen en uilen als de ruigpootuil en de bosuil. De zwarte specht weet zich doorgaans wel te handhaven tegenover holenduiven, spreeuwen en kleinere zangvogels, nestconcurrenten die er meestal wel in slagen om holen van kleinere spechten als de groene specht en de grijskopspecht te veroveren.

## Taxonomie

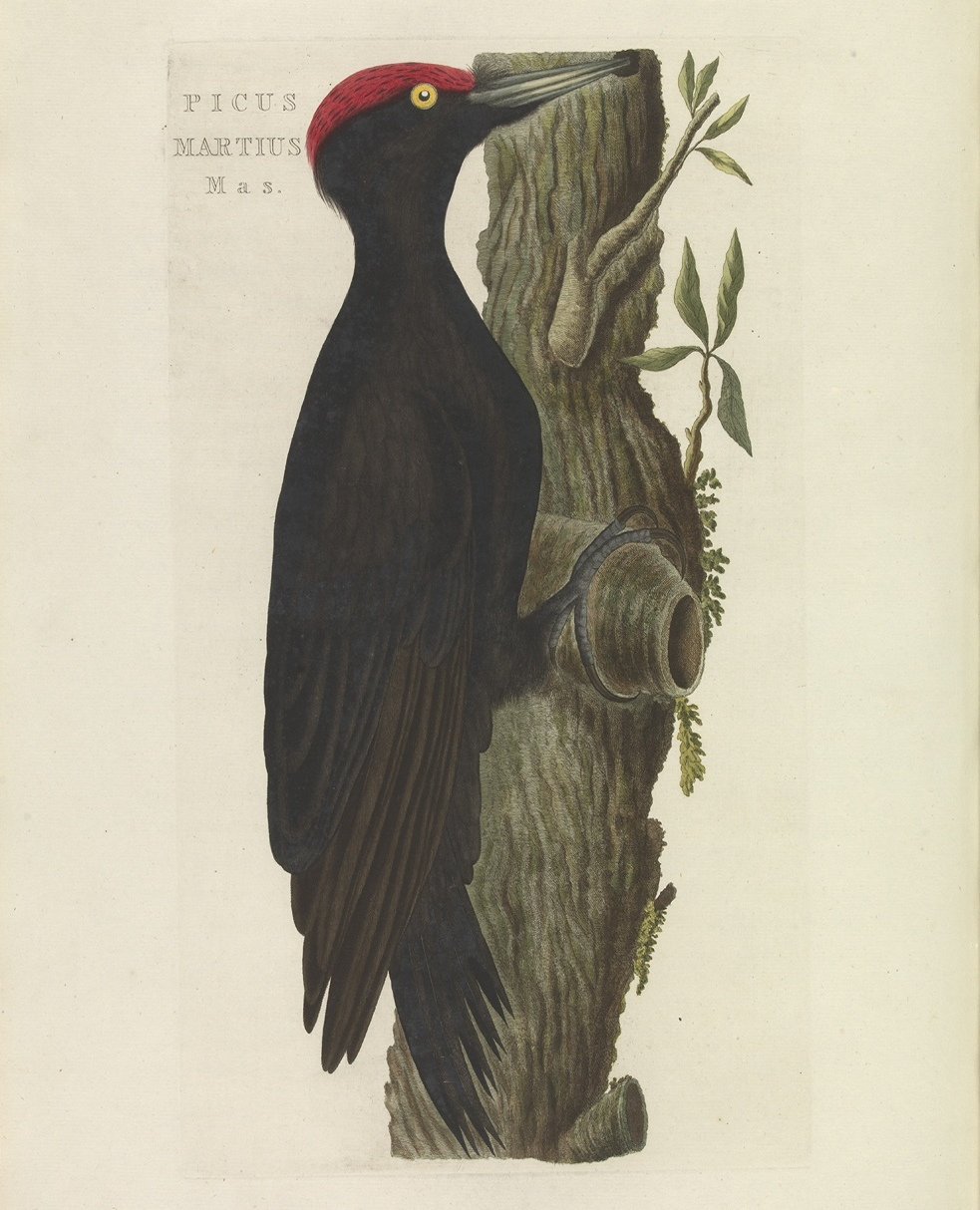
Picus martius in Nederlandsche vogelen door Cornelius Nozeman en Christiaan Sepp (1770)

De wetenschappelijke naam van de soort werd in 1758 als Picus martius gepubliceerd door Carl Linnaeus. De naam 'martius' betekent in het Latijn zowel 'gewijd aan Mars' als 'oorlogszuchtig'. In 1826 plaatste Friedrich Boie de zwarte specht in het toen nieuwe geslacht Dryocopus.

### Ondersoorten
Het verspreidingsgebied van de nominaatondersoort Dryocopus martius martius omvat het gehele totale verspreidingsgebied en overlapt derhalve dat van de tweede ondersoort D. m. khamensis Buturlin, 1908 in Tibet en zuidwestelijk China in Oost-Azië. Deze heeft dezelfde lichaamslengte als de nominaatondersoort, maar heeft iets langere vleugels. Zijn verenkleed is dieper zwart en glanzender. De snavel is wat korter, tot wel tien procent in vergelijking met exemplaren van de nominaatondersoort in zijn leefgebied. De geopperde Europese ondersoorten D. m. pinetorum (C.L. Brehm, 1831) en D. m. reichenowi Kothepp, 1906 worden niet algemeen aanvaard.

### Overzicht
- Picidae (Spechten)
  - Draaihalzen (Jynginae)
  - Dwergspechten (Picumninae)

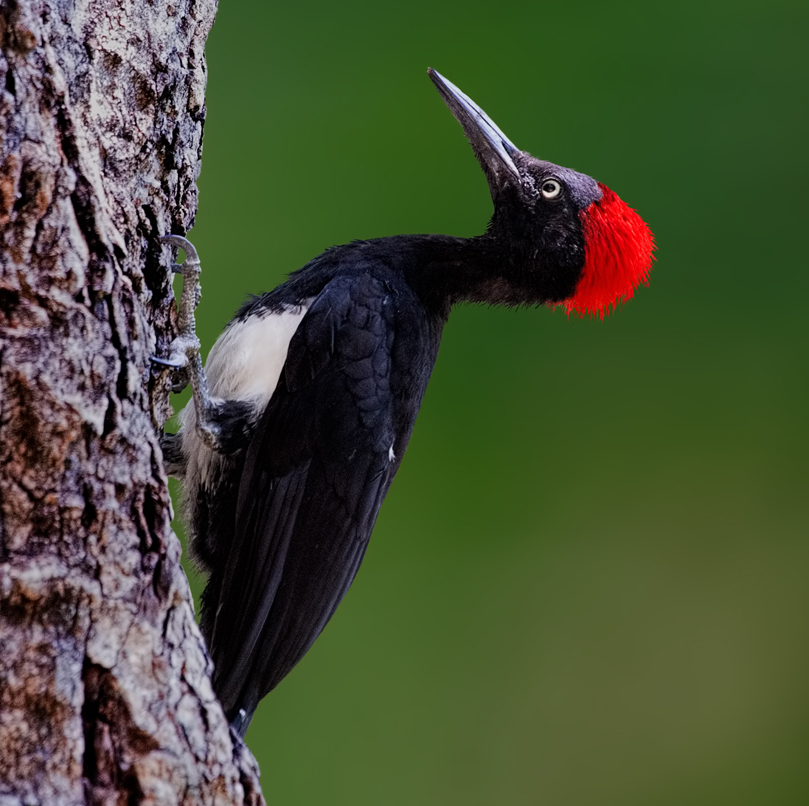
De witbuikspecht (D. javensis) is een verwant in Oost-Azië

  -  Echte spechten (Picinae); 33 geslachten
    - Dryocopus
      - Andamanenspecht (D. hodgei)
      - Witbuikspecht (D. javensis)
      - Gestreepte helmspecht (D. lineatus)
      - Zwarte specht (D. martius)
        - D. m. martius
        - D. m. khamensis

      - Noord-Amerikaanse helmspecht (D. pileatus)
      - Zwartbuikhelmspecht (D. schulzi)

## Relatie met de mens

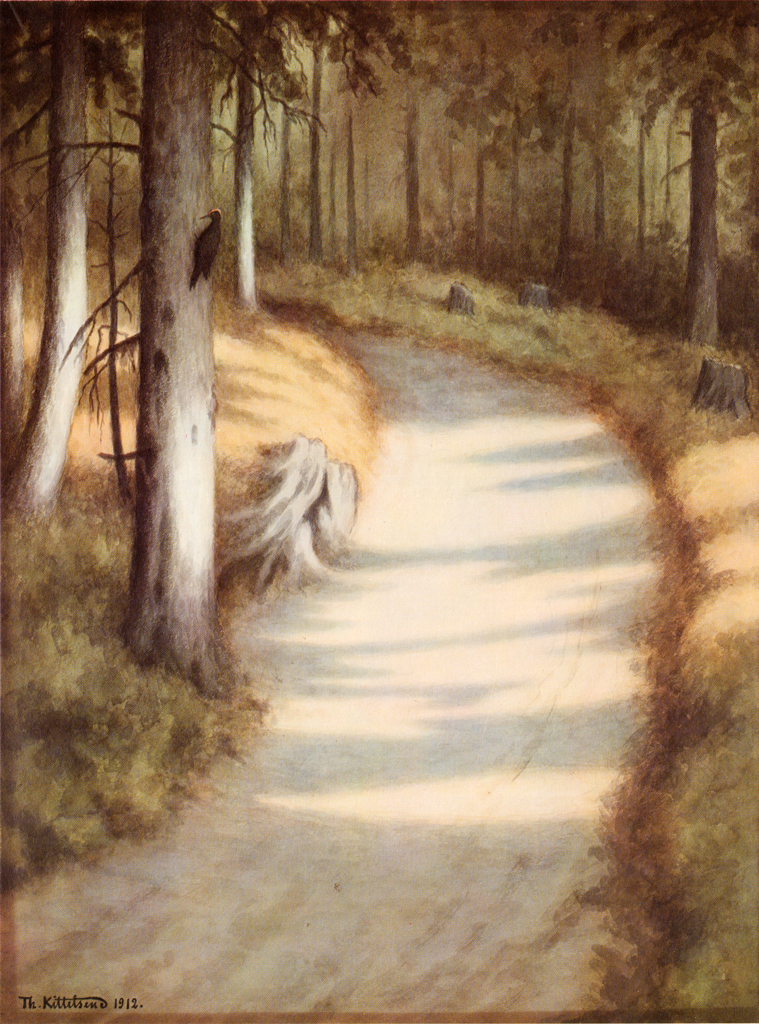
Hakkespett (Noors: 'Specht') door Theodor Kittelsen, 1912

Aanvankelijk werd er in sommige Europese landen op de zwarte specht gejaagd, aangezien men meende dat hij schade toebracht aan productiebossen, elektriciteitsdraden en gebouwen. Sinds de kennis van zijn ecologie is toegenomen, wordt de zwarte specht over het algemeen gewaardeerd als een nuttige en waardevolle vogel. Zo was hij in 1981 vogel van het jaar in Duitsland en in 2011 in Zwitserland.

### In religie en cultuur
In het antieke Griekenland werd de zwarte specht beschouwd een orakelvogel uit wiens geschreeuw en vliegtrajecten men de toekomst kon voorspellen. In de Romeinse religie werd de zwarte specht geassocieerd met Mars, de god van de oorlog. Mogelijk dankte de zwarte specht deze associatie aan de aan hem toegeschreven moed. Een andere mogelijke verklaring is zijn opvallende roep en roffel tijdens de paring, daar Mars oorspronkelijk een vruchtbaarheids- en woudgod was in de Romeinse mythologie. Zowel de specht als de wolf voorzagen Mars' zonen Romulus en Remus van voedsel in Rome's stichtingslegende.
Dankzij zijn priemende ogen, zijn manisch klinkende lach en zijn verborgen levenswijze speelt de zwarte specht een rol als booswicht in volksgeloof en sprookjes. Volgens een dichtregel van Horatius zou het verschijnen van een zwarte specht een slecht voorteken kunnen zijn voor een reiziger. De Noorse naam gjertrudsfugl ('Gertrudevogel') dankt de zwarte specht aan een Noors sprookje. Dit verhaalt over Jezus en Petrus die vermomd als zwervers bij een zekere Gertrude aanklopten voor wat eten. Het met een rode muts getooide oude vrouwtje maakte een brood dat aanmerkelijk groter uit de oven kwam dan zij verwacht had. Zij wilde het daarom voor zichzelf houden. Voor straf veranderde Jezus haar in een specht, die voortaan zou moeten leven van insecten die onder de schors van bomen zitten. Geschrokken vloog Gertrude door de schoorsteen en kwam er buiten weer zwart uit.

## Video
- Filmopnames in Hollandsche Rading van een mannetje dat een nestholte uithakt en uit een phytotelma drinkt

Andamanenspecht (D. hodgei) ·
witbuikspecht (D. javensis) ·
gestreepte helmspecht (D. lineatus) ·
zwarte specht (D. martius) ·
Noord-Amerikaanse helmspecht (D. pileatus) ·
zwartbuikhelmspecht (D. schulzi)
grote bonte specht (Dendrocopos major) ·
middelste bonte specht (Dendrocoptes medius) ·
kleine bonte specht (Dryobates minor) ·
zwarte specht (Dryocopus martius) ·
groene specht (Picus viridis) ·
grijskopspecht (Picus canus)* ·
draaihals (Jynx torquilla)